# Сифузауктум
Siphusauctum gregarium — вимерла тварина або близька до тварин істота з неясною таксономічною приналежністю, що існувала в середньому кембрії близько 510 млн років тому. Живилась, фільтруючи планктон. Мала тюльпаноподібне тіло («чашу»), через яке активно прокочувала воду, органічний вміст якої засвоювався через пори. Чаша розташовувалася на довгому «стеблі», що прикріплялося до ґрунту. Довжина тіла становила близько 20 см.
Описано в 2012 р. за численним викопними рештками, виявленими у геологічній формації Берджес-Шейл на території Національного парку Йохо в канадській провінції Британська Колумбія.
Назва роду походить від латинських слів siphus («чаша» або «кубок») і auctus («великий»), що пов'язано з формою і зовнішнім виглядом даної істоти. Видовий епітет (gregarium) означає «стадний»; це пов'язане з великою кількістю зразків, знайдених разом. Це єдиний вид роду Siphusauctum і родини Siphusauctidae.